# Juárez (Hidalgo)
Juárez è un comune del Messico, situato nello stato di Hidalgo.